# Skilanglauf-Weltcup 2005/06/Kuusamo
Die dritte Station des Skilanglauf-Weltcups 2005/06 fand im finnischen Kuusamo am 26./27. November 2005 statt. Von den vier Wettkämpfen – jeweils zwei der Männer und Frauen – gewannen die Norweger zwei, außerdem siegten ein Deutscher und eine Tschechin.

## Vorfeld
Nur eine Woche nach den Rennen im norwegischen Beitostølen fanden die nächsten Wettkämpfe in Skandinavien statt. Gleichzeitig mit den anderen nordischen Skiweltcups – also denen der Skispringer und Nordischen Kombinierer – befanden sich auch die Skilangläufer im finnischen Ruka, einem Wintersportzentrum im Gebiet Kuusamos. Zum vierten Mal bildeten diese drei Disziplinen das Ruka Nordic Opening, das seit 2002 durchgängig im Weltcuport durchgeführt wurde. Nach einer langen Warmperiode bestanden bereits Bedenken, ob die Strecke mit Kunstschnee präpariert werden müsse, doch zwei Wochen vor dem Ereignis fielen zehn Zentimeter Schnee. Zudem versprach die Langzeitwetterprognose eine Kältephase während der Wettkämpfe. Für die insgesamt acht nordischen Wettbewerbe erwarteten die Organisatoren 20.000 Zuschauer und 350 Pressevertreter. Tatsächlich konnten die Rennen ohne Einschränkungen wie geplant stattfinden, die Athleten durften zudem anders als in Beitostølen schon während der Woche auch auf der Fünf-Kilometer-Strecke trainieren, die sich in gutem Zustand befand. Der schwedische Trainer Inge Bråten lobte die Strecken Rukas als die vielleicht besten der Welt, außerdem seien sowohl Schweden als auch Norwegen zufrieden mit dem wärmeren Wetter.

## Programm

### Zeitplan
Die ersten Trainings fanden am Donnerstag vor den Wettkämpfen statt, insgesamt standen den Athleten an drei Tagen neun Stunden Trainingszeit zur Verfügung. Von Donnerstag bis Samstag trafen sich immer um 17 Uhr die Mannschaftsführer zu einer Sitzung. Bei den Wettkämpfen begannen immer zunächst die Frauen, ehe die Männer starteten.
- 24. November, 11:00 Uhr–15:00 Uhr: Offizielles Training
- 24. November, 17:00 Uhr: Mannschaftsführersitzung
- 25. November, 10:00 Uhr–12:00 Uhr: Offizielles Training
- 25. November, 17:00 Uhr: Mannschaftsführersitzung
- 26. November, 09:00 Uhr–10:30 Uhr: Offizielles Training
- 26. November, 10:30 Uhr–11:32 Uhr: Frauen, klassische Technik, Einzelstart (Intervall von 30 Sekunden), 10 km
- 26. November, 12:30 Uhr–13:50 Uhr: Männer, klassische Technik, Einzelstart (Intervall von 30 Sekunden), 15 km
- 26. November, 14:00 Uhr–15:30 Uhr: Offizielles Training
- 26. November, 17:00 Uhr: Mannschaftsführersitzung
- 27. November, 11:00 Uhr–12:03 Uhr: Frauen, freie Technik, Einzelstart (Intervall von 30 Sekunden), 10 km
- 27. November, 12:25 Uhr–13:46 Uhr: Männer, freie Technik, Einzelstart (Intervall von 30 Sekunden), 15 km

### Rahmenprogramm
Am Mittwoch vor den Rennen, dem 23. November, wurde die Weihnachtsstraße von Kuusamo eröffnet. Passend dazu wählten die Ausrichter den Weihnachtsmann (finnisch: joulupukki) als Maskottchen. Bei der Eröffnung betonte der Stadtratsvorsitzende Markku Heikkilä die Bedeutung des Nordic Openings für Kuusamo, sowohl in finanzieller Hinsicht als auch in Bezug auf Öffentlichkeitswirksamkeit; der Abend endete mit einem Feuerwerk. Am Freitag begann das Nordic Opening mit einer Feier, deren Programm im Vorfeld noch geheim gehalten wurde. In Rukas Ski Bistro traten am Wochenende zudem die in Finnland populären Bands und Sänger PMMP sowie Maija Vilkkumaa auf; dazu gab es neben DJs auch traditionelle finnische Musik.

## Rennverlauf

### Männer

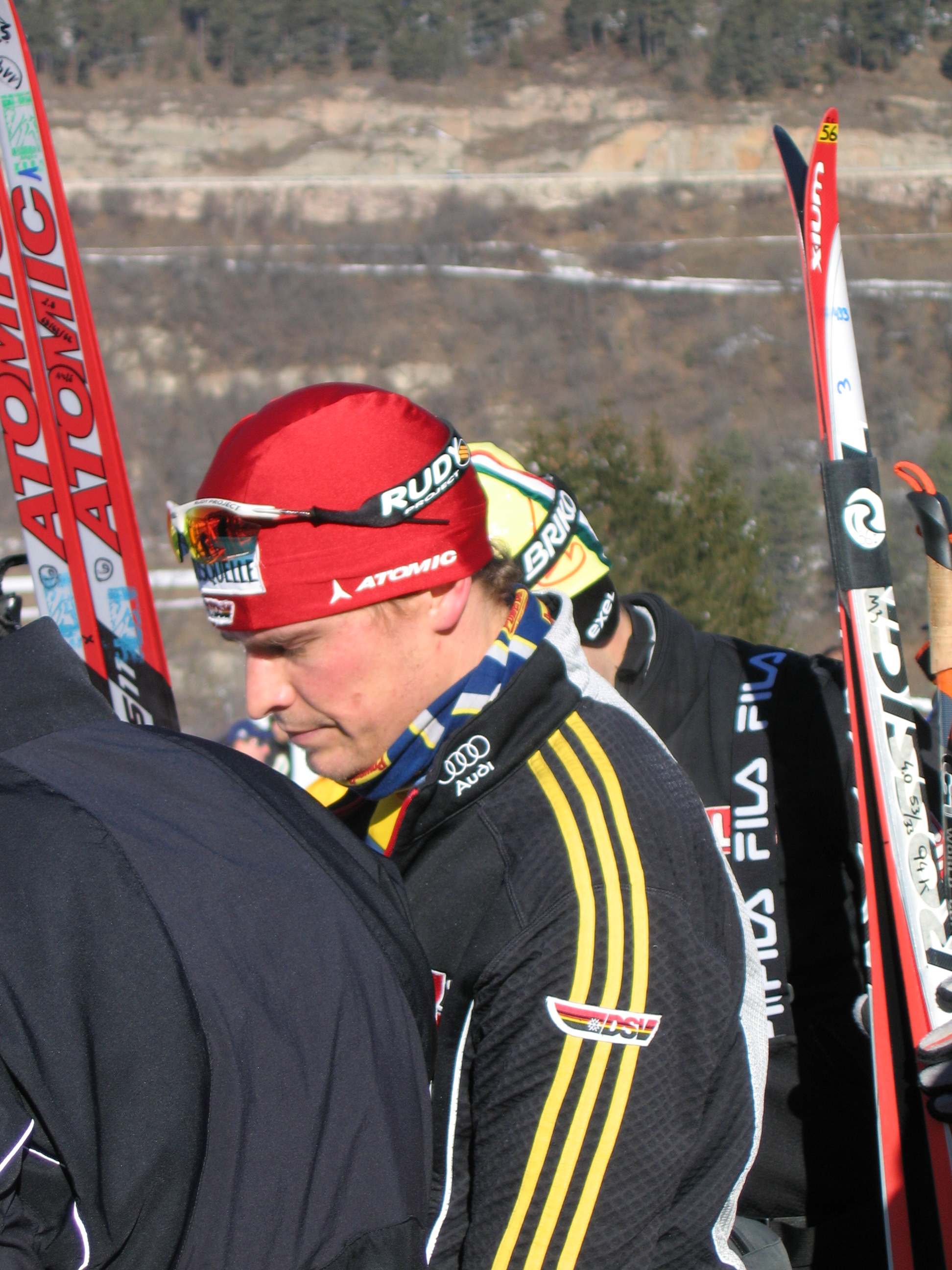
Tobias Angerer erreichte zweimal das Podium in Kuusamo

Mit Tor Arne Hetland und Jens Arne Svartedal, den beiden Besten des ersten 15-Kilometer-Rennens, nahmen auch die Führenden im Distanzweltcup an den Wettkämpfen teil, wobei Svartedal zunächst nur das Klassik-Rennen bestreiten sollte, später aber auch im Freistilwettkampf startete. Aus deutscher Sicht fiel Axel Teichmann ein weiteres Mal – diesmal aufgrund einer Bronchitis – aus, sodass noch fünf seiner Landsmänner auf der anspruchsvollen Strecke am Start waren. Dabei ersetzte der junge Benjamin Seifert zum zweiten Mal den durch eine Grippe geschwächten Franz Göring. Während die Finnen durch ihre nationale Gruppe das zahlenmäßig größte Aufgebot besaßen, stellten die Norweger pro Rennen immerhin sieben Athleten. Am klassischen Wettkampf nahmen 86 Läufer teil, von denen 83 das Ziel erreichten, das Freistilrennen beendeten 88 von 92 gemeldeten Athleten. Die Rennen wurden in der umgekehrten Reihenfolge des jeweils aktuellen Distanzweltcups gestartet.
Anders als beim ersten 15-Kilometer-Rennen setzten beim Klassik-Wettkampf in Kuusamo die ersten Läufer aus der nationalen Gruppe wenige Akzente, der beste Finne war zunächst Olli Ohtonen mit der Startnummer 10, der immerhin kurz in Führung lag. Er wurde von dem US-Amerikaner Carl Swenson abgelöst, der als 28. ins Rennen gegangen war und längere Zeit an der Spitze blieb. Als 59. von 81 Startern unterbot René Sommerfeldt Swensons Zeit knapp um eine Sekunde, ehe Jens Filbrich zwei Startnummern darauf um mehr als eine halbe Minute schneller war. Vincent Vittoz aus Frankreich und der Este Andrus Veerpalu scheiterten knapp an der Vorlage des Deutschen, die nur noch von dessen Landsmann Tobias Angerer und Jens Arne Svartedal aus Norwegen verbessert wurde. Diese beiden Athleten waren bei den Zwischenzeiten eng beieinander; doch nachdem Angerer Filbrichs Bestzeit um acht Sekunden unterboten hatte und auch Svartedal trotz Endspurtes im Ziel 1,7 Sekunden Rückstand auf ihn hatte, stand der zweite Einzelweltcupsieg Angerers fest. Insgesamt hatte der deutsche Sieger auf den Sechsten, den bestplatzierten Finnen Sami Jauhojärvi, nur einen kleinen Vorsprung von guten 13 Sekunden. Nach dem Rennen zeigte sich Svartedal etwas enttäuscht, weil er noch an einen Sieg geglaubt hatte, während Angerer äußerte, dass er für sich „überraschend stark“ gewesen sei. Er habe jedoch schon in der Vorwoche geahnt, dass er in einer guten Form sei. Außerdem sei er in der klassischen Technik derzeit stärker als in der freien. Trotzdem zeigte Angerer sich „sehr glücklich“ über den Sieg, denn er habe gewusst, dass sogar zwei Meter einen Unterschied machen könnten. Sein Anspruch sei es nun, „in jedem Rennen unter die Top Ten zu kommen“.
Dem Vortagesdritten Jens Filbrich wurde die Teilnahme am Freistilwettkampf verwehrt, da sein gemessener Hämoglobin-Wert 17,0 betrug, was nach dem FIS-Reglement der höchste tolerierbare Wert war. Dennoch erhielt der Deutsche eine fünftägige Schutzsperre, weil er keine Ausnahmegenehmigung hatte, obwohl bei ihm schon in den Jahren davor erhöhte, genetisch verursachte Hämoglobin-Werte festgestellt worden waren. Noch in Kuusamo fand eine zweite Dopingkontrolle statt, die negativ ausfiel, sodass Filbrich schon beim nächsten Weltcup wieder an den Start gehen durfte. Die erste Zeit unter 35 Minuten lief beim 15-Kilometer-Freistilrennen der Finne Teemu Kattilakoski mit der Startnummer 45. Der einzige gestartete Liechtensteiner Markus Hasler unterbot diese, seine neue Bestmarke verbesserten jedoch rasch Emmanuel Jonnier aus Frankreich sowie der Tscheche Jiří Magál. Als 67. Athlet kam Tore Ruud Hofstad ins Ziel, der bei jeder Zwischenzeit in Führung gegangen war und auch im Ziel noch 18 Sekunden Vorsprung auf Magál hatte. Journalisten empfingen den Norweger im Ziel mit Glückwünschen, dass er sein erstes Einzelrennen gewonnen habe, wenngleich noch 25 Skilangläufer nach ihm gestartet waren. Der Führende selbst war sich des Sieges jedoch nicht sicher, womit er, so Hofstad, im Nachhinein Recht behielt. Denn obwohl der Franzose Vincent Vittoz mit der Startnummer 85 anfangs bei den Zwischenzeiten einen größeren Rückstand – noch 2,5 Kilometer vor dem Ziel betrug dieser sechs Sekunden – hatte, holte er die Zeit im letzten Teil des Rennens fast auf; nur um acht Zehntelsekunden lag der Vorjahressieger im Ziel hinter Hofstad. Dennoch zeigte sich Vittoz zufrieden mit seinen Ergebnissen, auch dem vierten Rang im Klassikwettkampf, und der Vorbereitung der französischen Mannschaft. Das nächste Ziel sei es, sich auf diesem Niveau zu halten. Noch nach Vittoz kam Tobias Angerer mit einer sehr guten Zeit ins Ziel, er hatte davon profitiert, dass er mehrere Kilometer gemeinsam mit dem Sieger Hofstad gelaufen war; im Ziel schob er sich knapp vor Pietro Piller Cottrer auf den dritten Rang. Angerer, der in den Vorsaisons häufig Pech hatte, zeigte sich mit dem Wochenende in Kuusamo sehr zufrieden und meinte, dass es so weitergehen könne.
Im Gesamtweltcup blieb Tor Arne Hetland an der Spitze, der Sprinter hatte sich mit einem neunten und einem zehnten Rang bei den beiden 15-Kilometer-Rennen gut geschlagen. Sein Vorsprung auf den neuen Zweitplatzierten Tobias Angerer war jedoch auf 39 Punkte geschrumpft, sodass sich dem Deutschen bei den nächsten Rennen die Chance bot, Hetland zu überholen. Mit Jens Arne Svartedal und Vincent Vittoz sowie Tore Ruud Hofstad folgten in der Wertung Athleten, die ebenfalls in Kuusamo auf dem Podium gestanden waren. Im Distanzweltcup übernahm Tobias Angerer mit 189 Punkten die Führung vor Jens Arne Svartedal, hier fiel Hetland auf den dritten Rang zurück. Im Nationencup blieb Norwegen deutlich an der Spitze, Deutschland hatte das erneut recht erfolglose Schweden überholt und setzte sich auf Rang zwei. Österreich und die Schweiz befanden sich eng beieinander auf den Plätzen zehn und elf.

### Frauen

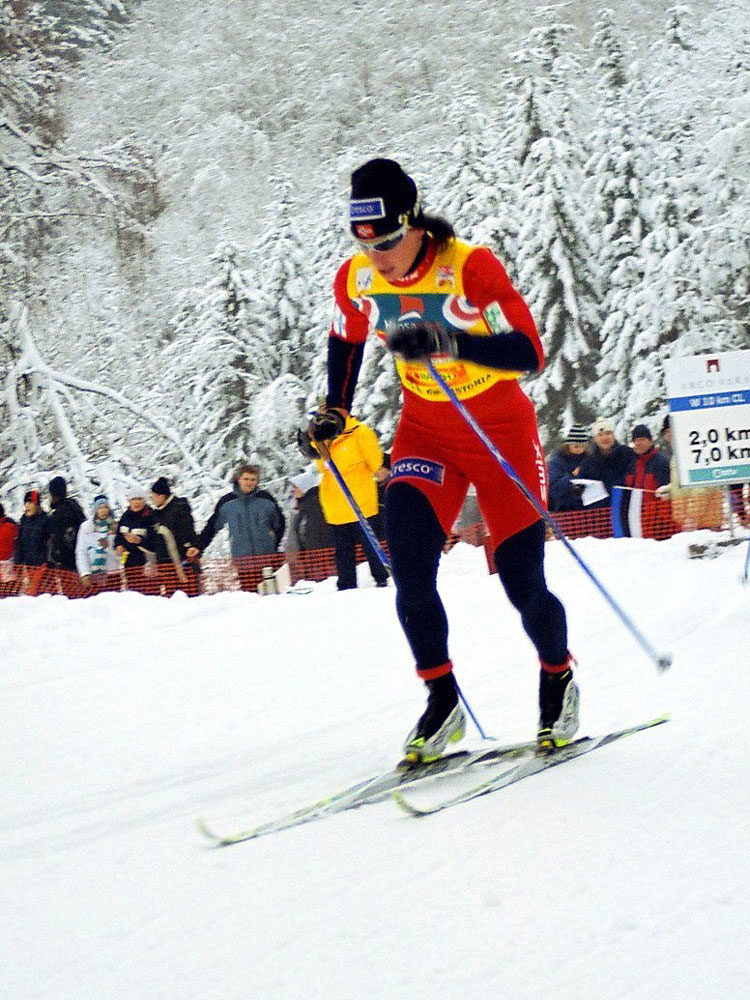
Im fünften Rennen der Saison gewann die Norwegerin Marit Bjørgen zum fünften Mal

Wie schon in Düsseldorf und Beitostølen verzichteten mit Beckie Scott sowie Sara Renner die beiden besten Kanadierinnen auf den Start; sie bereiteten sich – wie diesmal ihre gesamte Mannschaft – auf ihre Heimweltcups in Vernon und Canmore vor. Ansonsten blieben fast alle Top-Teams ohne Ausfälle und liefen meist in der identischen Besetzung wie in Beitostølen. Die meisten Athleten stellten Norwegen (acht Starterinnen) sowie Finnland (sieben Läuferinnen, dazu elf aus der nationalen Gruppe), aber auch Deutschland und Schweden schickten Kontingente von fünf beziehungsweise vier Athletinnen nach Kuusamo. Dabei musste Schweden auf Anna Dahlberg verzichten, die aus privaten Gründen nicht am Start war. Auch die Schwedin Lina Andersson verpasste wegen Achillessehnenproblemen den Klassikwettkampf; sie fühle sich traurig, weil sie noch größere Hoffnungen an den Wettkampf gehabt habe. Dafür konnte sie im Freistilrennen starten, was zunächst ebenfalls ungewiss war. Von den 72 gemeldeten Athletinnen im Klassikwettkampf und den 74 Sportlerinnen im Freistilrennen kamen jeweils 70 ins Ziel.
Das Klassikrennen am Samstag eröffnete Kaisa Varis aus der nationalen finnischen Gruppe. Für die frühere Weltcupsiegerin war es das erste Weltcuprennen des Winters und erst das zweite nach der zweijährigen Dopingsperre von 2003. Ebenso wie ihre Teamkolleginnen schaffte sie jedoch kein überzeugendes Resultat; lediglich die an Position zehn gestartete Elina Hietamäki erreichte mit dem 21. Rang Weltcuppunkte. Hietamäki-Pienimäki blieb auch länger in Führung, ehe mit der Deutschen Viola Bauer die erste bessere Läuferin kam, die sie mit fast vierzig Sekunden Vorsprung auf Rang zwei verdrängte. Auch Laurence Rochat aus der Schweiz, als 46. gestartet, lief eine gute Zeit und setzte sich an Rang zwei. Nur drei Startnummern später unterbot jedoch Claudia Künzel, die in Beitostølen nur 26. gewesen war, die Zeit ihrer Mannschaftsgefährtin Bauer um wiederum etwa eine halbe Minute und sorgte für die erste deutliche Richtmarke. Die lange Führende meinte dazu: „Meine Erkältung ist weg, der Ski ist sensationell gelaufen, und die Strecke mit viel rauf und runter lag mir. So kann ich auch eine Olympiamedaille gewinnen.“ Zudem freue sie sich auch über die Ergebnisse ihrer Landsfrauen, von denen insgesamt vier unter die besten 15 gelaufen waren. Die zehn nach Künzel gestarteten Athletinnen kamen weder an ihre noch an Bauers Zeit heran; durch Stefanie Böhlers dritten Platz entstand sogar kurzfristig eine Dreifachführung für Deutschland. Böhler hatte sogar noch bessere Zwischenzeiten als Künzel gehabt, war aber auf den letzten Kilometern noch zurückgefallen. Ähnliches widerfuhr der Norwegerin Ella Gjømle, die sich am Ende auf Rang siebzehn platzierte. Ab Startnummer 61 folgten die besten zwölf Sportler des ersten Distanzrennens. Die an dieser Position startende Slowenin Petra Majdič durchbrach dann auch die deutsche Dreifachführung, mit nur einer Sekunde Vorsprung auf Viola Bauer klassierte sie sich nun auf Rang zwei. Kurz darauf verpasste auch Kristina Šmigun knapp den Sprung an die Spitze, die Estin – neun Monate zuvor noch Doppelolympiasiegerin – gab an, zu viel trainiert zu haben und sich daher noch etwas müde zu fühlen. Weder den beiden Russinnen Olga Rotschewa und Julia Tschepalowa noch der letzten Deutschen Evi Sachenbacher-Stehle gelang es, Viola Bauer vom zwischenzeitlichen dritten Rang zu verdrängen; alle drei Sportlerinnen klassierten sich schließlich zwischen Rang neun und 15. Dann, mit der Startnummer 67, folgte Aino-Kaisa Saarinen, die bei beiden Zwischenzeiten schneller als die Führenden war. Doch auch sie verlor allein auf den letzten vier Kilometern 24 Sekunden auf Künzel, sodass ihr nur der vorläufig dritte Rang blieb. Von diesem verdrängte sie Kateřina Neumannová, allerdings blieb auch sie trotz guter Zwischenzeit hinter Künzel und Šmigun. Hilde G. Pedersen und Natalja Baranowa kamen nicht an die Bestzeiten heran und klassierten sich schließlich auf den Plätzen zehn und 14. Dabei wurde Baranowa sogar noch von den beiden am Schluss ins Rennen gegangenen Läuferinnen, Virpi Kuitunen und Marit Bjørgen, überholt. Besonders Bjørgen lief erneut furios und war im Ziel 34 Sekunden schneller als Künzel. Auch Kuitunen überzeugte jedoch und platzierte sich auf dem zweiten Rang, knappe fünf Sekunden vor der Deutschen. Marit Bjørgen sorgte so für ihren fünften Sieg im fünften Weltcuprennen, weswegen sie von den Medien schon als unschlagbar tituliert wurde. Die Seriensiegerin schrieb diesen Erfolg ihren gut präparierten Skiern wie auch ihrer eigenen Kondition zu, wenngleich sie betonte, das Rennen wäre schwerer für sie gewesen, als es den Anschein gehabt habe. Ihr Ziel sei es, bis zu den Olympischen Spielen noch besser zu werden. Außerdem scherzte Bjørgen, sie habe mit Virpi Kuitunen nur „gespielt“, um sie auf ihrer Heimstrecke nicht zu demotivieren. Kuitunen selbst gab an, sie hätte gedacht, der Zeitunterschied zwischen ihr und Bjørgen wäre kleiner als er tatsächlich war. Dann habe sich ihr Laufen jedoch überraschend steif angefühlt, was während des Wettkampfes nicht besser wurde. Dennoch war sie insgesamt zufrieden mit dem Ergebnis.

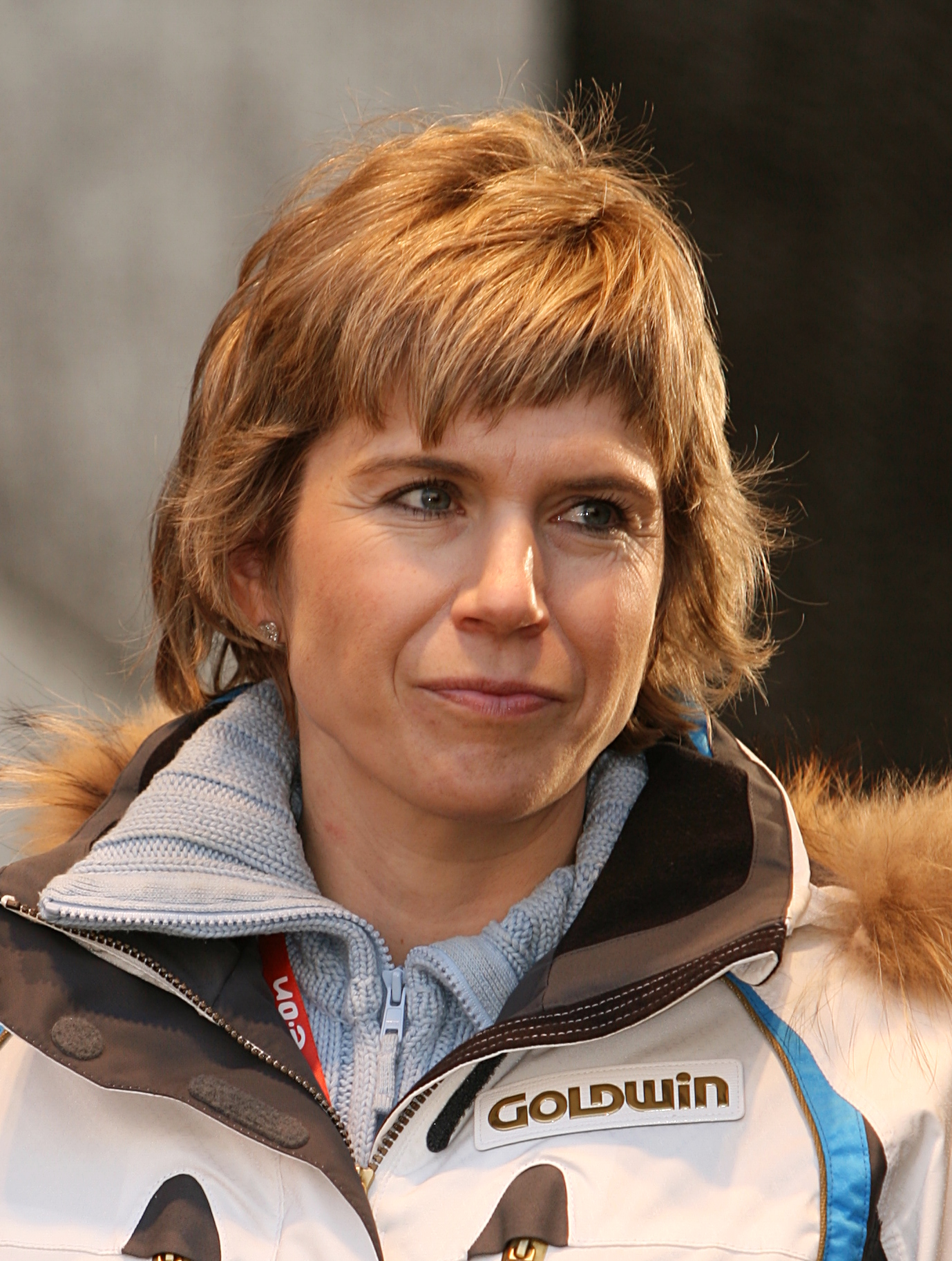
Die Tschechin Kateřina Neumannová schlug als erste Athletin Marit Bjørgen; ihr gelang der Sieg im Freistil-Rennen

Im Freistilrennen konnte erneut nur eine Starterin aus der nationalen Gruppe Weltcuppunkte erreichen, Kati Venäläinen. Deren Zeit unterbot als erste Läuferin die Italienerin Arianna Follis mit der Startnummer 34. Vier Athletinnen später kam Irina Artemowa aus Russland ins Ziel, sie lag knapp vor Follis. Doch auch Artemowas Bestzeit hielt nicht lange, denn Karine Philippot war trotz Unaufmerksamkeit und eines darauffolgenden Sturzes in der letzten Kurve schneller. Wiederum wenige Läuferinnen später schob sich Jewgenija Medwedewa an die Spitze, sie hatte als erste Athletin eine schnellere Laufzeit als 26 Minuten und distanzierte Philippot um etwa 20 Sekunden. Von den folgenden Athleten kam Gabriella Paruzzi Medwedewa noch am nächsten; sie war mit 18 Sekunden Rückstand zwischenzeitlich Zweite. Die an Position 60 gestartete Ukrainerin Walentyna Schewtschenko verpasste nur um 1,9 Sekunden die Führung, Evi Sachenbacher-Stehle übernahm diese dagegen mit drei Sekunden Vorsprung, obwohl sie sich nach eigener Angabe nicht gut gefühlt habe. Schon die unmittelbar nach Sachenbacher gestartete Slowenin Petra Majdič war jedoch um sechs Sekunden schneller, wozu sie selbst meinte, sie wäre auf den „extrem schwierigen“ Strecken von Kuusamo besser als in den Vorjahren zurechtgekommen. Wenige Sekunden nach Majdič kam Julia Tschepalowa ins Ziel, die nahezu eine halbe Minute auf die Slowenin aufgeholt hatte. Die Russin war glücklich, dass ihr das Freistilrennen gelungen war, den Klassikwettkampf am Vortag hätte sie sowieso eher als Warming up betrachtet. Tschepalowas Führung hatte auch Bestand, als mit Claudia Künzel und Kristina Šmigun die beiden Sportlerinnen ins Ziel kamen, die ihr bei der letzten Zwischenzeit am dichtesten gekommen waren. Im Gegensatz zum Vortag, an dem Künzel auf den letzten Kilometern noch das Podest erreichte, verlor sie diesmal in der Schlussphase viel Zeit, unter anderem 20 Sekunden auf Šmigun. Die Estin war sehr zufrieden mit dem Rennen, bei dem alles wie geplant gelaufen sei. Wenn sie in guter Form sei, wären auch die Ergebnisse gut, ergänzte die am Ende Drittplatzierte. Während Hilde G. Pedersen als Siebte ein ordentliches Rennen zeigte, fiel Natalja Baranowa durch einen 18. Rang im Distanzweltcup auf Platz neun zurück. Die Finninen Aino-Kaisa Saarinen und Virpi Kuitunen präsentierten sich im Freistilrennen schwach. Während Saarinen als 42. noch nicht einmal Weltcuppunkte erreichte, fiel Virpi Kuitunen auf Rang 23 sogar noch hinter Kati Venäläinen aus der nationalen Gruppe zurück, die in diesem Wettkampf beste Finnin war. Ein sehr gutes Rennen lief dagegen Vorjahressiegerin Kateřina Neumannová, die nach sämtlichen Zwischenbestzeiten auch im Ziel vorne lag, mehr als 20 Sekunden vor Tschepalowa. Auch Marit Bjørgen scheiterte als letzte Läuferin an Neumannovás Zeit, sie wurde schließlich Vierte hinter der Tschechin, der Russin und der Estin. Somit war dies das erste Rennen der Saison, das mit keinem norwegischen Sieg endete und auch das erste, bei dem Marit Bjørgen nicht gewann. Die siegreiche Neumannová zeigte sich überrascht, dass sie die Seriensiegerin schlagen konnte. Sie selbst habe damit gerechnet, dass Bjørgen dank ihres starken Laufes in der Endphase noch triumphieren würde. Die Norwegerin dagegen gab zu, sie habe nicht genug in der Skating-Technik trainiert und wäre insofern nicht von ihrer Niederlage verwundert.

## Ergebnisse
In allen Rennen werden die besten fünfzehn Athleten angegeben.

### Klassikeinzel
| Männer (15 Kilometer) |                     |             |
| Platz                 | Name                | Zeit        |
| 1                     | Tobias Angerer      | 36:32,8 min |
| 2                     | Jens Arne Svartedal | + 1,7 s     |
| 3                     | Jens Filbrich       | + 8,0 s     |
| 4                     | Vincent Vittoz      | + 8,4 s     |
| 5                     | Andrus Veerpalu     | + 11,8 s    |
| 6                     | Sami Jauhojärvi     | + 13,3 s    |
| 7                     | Eldar Rønning       | + 35,0 s    |
| 8                     | Wassili Rotschew    | + 36,6 s    |
| 9                     | Tor Arne Hetland    | + 36,9 s    |
| 10                    | René Sommerfeldt    | + 39,9 s    |
| 11                    | Carl Swenson        | + 40,9 s    |
| 12                    | Frode Estil         | + 42,1 s    |
| 13                    | Giorgio Di Centa    | + 45,6 s    |
| 14                    | Anders Aukland      | + 46,0 s    |
| 15                    | Benjamin Seifert    | + 47,2 s    |

| Frauen (10 Kilometer) |                         |              |
| Platz                 | Name                    | Zeit         |
| 1                     | Marit Bjørgen           | 26:33,0 min  |
| 2                     | Virpi Kuitunen          | + 29,0 s     |
| 3                     | Claudia Künzel          | + 33,7 s     |
| 4                     | Kristina Šmigun         | + 36,2 s     |
| 5                     | Kateřina Neumannová     | + 40,4 s     |
| 6                     | Aino-Kaisa Saarinen     | + 44,1 s     |
| 7                     | Petra Majdič            | + 54,3 s     |
| 8                     | Viola Bauer             | + 55,5 s     |
| 9                     | Julia Tschepalowa       | + 57,1 s     |
| 10                    | Hilde G. Pedersen       | + 57,4 s     |
| 11                    | Olga Rotschewa          | + 1:01,2 min |
| 12                    | Stefanie Böhler         | + 1:05,5 min |
| 13                    | Laurence Rochat         | + 1:06,1 min |
| 14                    | Natalja Baranowa        | + 1:08,0 min |
| 15                    | Evi Sachenbacher-Stehle | + 1:08,5 min |

### Freistileinzel
| Männer (15 Kilometer) |                       |             |
| Platz                 | Name                  | Zeit        |
| 1                     | Tore Ruud Hofstad     | 34:16,7 min |
| 2                     | Vincent Vittoz        | + 0,8 s     |
| 3                     | Tobias Angerer        | + 11,4 s    |
| 4                     | Pietro Piller Cottrer | + 12,3 s    |
| 5                     | Jiří Magál            | + 17,5 s    |
| 6                     | Emmanuel Jonnier      | + 21,6 s    |
| 7                     | Markus Hasler         | + 23,0 s    |
| 8                     | Teemu Kattilakoski    | + 23,7 s    |
| 9                     | John Anders Gaustad   | + 25,0 s    |
| 10                    | Tor Arne Hetland      | + 27,8 s    |
| 11                    | Wassili Rotschew      | + 31,9 s    |
| 12                    | Carl Swenson          | + 36,0 s    |
| 13                    | Geir Ludvig Aasen     | + 39,7 s    |
| 14                    | Andreas Schlütter     | + 41,8 s    |
| 15                    | Sjarhej Dalidowitsch  | + 42,5 s    |

| Frauen (10 Kilometer) |                         |              |
| Platz                 | Name                    | Zeit         |
| 1                     | Kateřina Neumannová     | 24:49,4 min  |
| 2                     | Julia Tschepalowa       | + 21,3 s     |
| 3                     | Kristina Šmigun         | + 26,3 s     |
| 4                     | Marit Bjørgen           | + 30,8 s     |
| 5                     | Claudia Künzel          | + 46,8 s     |
| 6                     | Petra Majdič            | + 49,9 s     |
| 7                     | Hilde G. Pedersen       | + 52,2 s     |
| 8                     | Evi Sachenbacher-Stehle | + 55,7 s     |
| 9                     | Jewgenija Medwedewa     | + 59,0 s     |
| 10                    | Walentyna Schewtschenko | + 1:00,9 min |
| 11                    | Gabriella Paruzzi       | + 1:17,0 min |
| 12                    | Karine Philippot        | + 1:19,4 min |
| 13                    | Irina Artemowa          | + 1:22,2 min |
| 14                    | Vibeke Skofterud        | + 1:25,4 min |
| 15                    | Swetlana Malahowa       | + 1:26,4 min |

## Gesamtwertungen
In diesen Tabellen werden die Gesamtwertungen nach der dritten Weltcupstation gezeigt. Es werden jeweils die zehn besten Athleten in Distanz- und Sprintweltcup sowie die zwanzig besten im Gesamtweltcup gezeigt. In der Spalte Veränderung wird die Tendenz angezeigt, ob sich der Athlet im Gegensatz zum Weltcupstand nach der letzten Station um Ränge verbessert oder verschlechtert hat. 
Bei gleicher Punktzahl schreiben die FIS-Regeln vor, dass der Athlet im Gesamtklassement besser platziert ist, der das bessere Topresultat erreicht hat. 

### Männer
| Rang | Name                | Punkte | Siege | Verän- derung |
| ---- | ------------------- | ------ | ----- | ------------- |
| 1    | Tor Arne Hetland    | 235    | 1     |               |
| 2    | Tobias Angerer      | 196    | 1     |               |
| 3    | Jens Arne Svartedal | 160    |       |               |
| 4    | Vincent Vittoz      | 130    |       |               |
| 5    | Tore Ruud Hofstad   | 100    | 1     |               |
|      | Peter Larsson       | 100    | 1     |               |
| 7    | Eldar Rønning       | 99     |       |               |
| 8    | Wassili Rotschew    | 96     |       |               |
| 9    | Sami Jauhojärvi     | 90     |       |               |
| 10   | Andrus Veerpalu     | 67     |       |               |

| Rang | Name                  | Punkte | Siege | Verän- derung |
| ---- | --------------------- | ------ | ----- | ------------- |
| 11   | Jens Filbrich         | 60     |       |               |
|      | Ivan Bátory           | 60     |       |               |
|      | Thobias Fredriksson   | 60     |       |               |
| 14   | Geir Ludvig Aasen     | 56     |       |               |
| 15   | Jiří Magál            | 52     |       |               |
| 16   | Pietro Piller Cottrer | 50     |       |               |
|      | Fredrik Östberg       | 50     |       |               |
| 18   | Carl Swenson          | 46     |       |               |
| 19   | Janusz Krężelok       | 45     |       |               |
|      | Björn Lind            | 45     |       |               |

| Rang | Name                | Punkte | Siege | Verän- derung |
| ---- | ------------------- | ------ | ----- | ------------- |
| 1    | Tobias Angerer      | 189    | 1     |               |
| 2    | Jens Arne Svartedal | 160    |       |               |
| 3    | Tor Arne Hetland    | 155    | 1     |               |
| 4    | Vincent Vittoz      | 130    |       |               |
| 5    | Tore Ruud Hofstad   | 100    | 1     |               |
| 6    | Sami Jauhojärvi     | 90     |       |               |
| 7    | Eldar Rønning       | 81     |       |               |
| 8    | Wassili Rotschew    | 72     |       |               |
| 9    | Andrus Veerpalu     | 67     |       |               |
| 10   | Jens Filbrich       | 60     |       |               |
|      | Ivan Bátory         | 60     |       |               |

| Rang | Name                | Punkte | Siege | Verän- derung |
| ---- | ------------------- | ------ | ----- | ------------- |
| 1    | Peter Larsson       | 100    | 1     |               |
| 2    | Tor Arne Hetland    | 80     |       |               |
| 3    | Thobias Fredriksson | 60     |       |               |
| 4    | Fredrik Östberg     | 50     |       |               |
| 5    | Björn Lind          | 45     |       |               |
| 6    | Roddy Darragon      | 40     |       |               |
| 7    | Harald Wurm         | 36     |       |               |
| 8    | Mikael Östberg      | 32     |       |               |
| 9    | Børre Næss          | 29     |       |               |
| 10   | Jörgen Brink        | 26     |       |               |

### Frauen
| Rang | Name                    | Punkte | Siege | Verän- derung |
| ---- | ----------------------- | ------ | ----- | ------------- |
| 1    | Marit Bjørgen           | 350    | 3     |               |
| 2    | Virpi Kuitunen          | 208    |       |               |
| 3    | Kateřina Neumannová     | 190    | 1     |               |
| 4    | Aino-Kaisa Saarinen     | 160    |       |               |
| 5    | Claudia Künzel          | 155    |       |               |
| 6    | Julia Tschepalowa       | 141    |       |               |
| 7    | Kristina Šmigun         | 134    |       |               |
| 8    | Hilde G. Pedersen       | 132    |       |               |
| 9    | Petra Majdič            | 113    |       |               |
| 10   | Evi Sachenbacher-Stehle | 95     |       |               |

| Rang | Name                    | Punkte | Siege | Verän- derung |
| ---- | ----------------------- | ------ | ----- | ------------- |
| 11   | Natalja Baranowa        | 91     |       |               |
| 12   | Anna Dahlberg           | 63     |       |               |
| 13   | Natalja Matwejewa       | 60     |       |               |
|      | Olga Rotschewa          | 60     |       |               |
| 15   | Walentyna Schewtschenko | 56     |       |               |
| 16   | Lina Andersson          | 55     |       |               |
| 17   | Arianna Follis          | 51     |       |               |
| 18   | Stefanie Böhler         | 51     |       |               |
| 19   | Laurence Rochat         | 45     |       |               |
| 20   | Vibeke Skofterud        | 41     |       |               |

| Rang | Name                    | Punkte | Siege | Verän- derung |
| ---- | ----------------------- | ------ | ----- | ------------- |
| 1    | Marit Bjørgen           | 250    | 2     |               |
| 2    | Kateřina Neumannová     | 190    | 1     |               |
| 3    | Virpi Kuitunen          | 168    |       |               |
| 4    | Julia Tschepalowa       | 141    |       |               |
| 5    | Kristina Šmigun         | 134    |       |               |
| 6    | Hilde G. Pedersen       | 112    |       |               |
| 7    | Claudia Künzel          | 110    |       |               |
| 8    | Petra Majdič            | 98     |       |               |
| 9    | Natalja Baranowa        | 91     |       |               |
| 10   | Evi Sachenbacher-Stehle | 84     |       |               |

| Rang | Name                  | Punkte | Siege | Verän- derung |
| ---- | --------------------- | ------ | ----- | ------------- |
| 1    | Marit Bjørgen         | 100    | 1     |               |
| 2    | Aino-Kaisa Saarinen   | 80     |       |               |
| 3    | Natalja Matwejewa     | 60     |       |               |
| 4    | Anna Dahlberg         | 50     |       |               |
| 5    | Claudia Künzel        | 45     |       |               |
| 6    | Virpi Kuitunen        | 40     |       |               |
| 7    | Arianna Follis        | 36     |       |               |
| 8    | Mona-Liisa Malvalehto | 32     |       |               |
| 9    | Guro Strøm Solli      | 29     |       |               |
| 10   | Lina Andersson        | 26     |       |               |

### Nationencup
| Rang | Name        | Punkte | Siege | Verän- derung |
| ---- | ----------- | ------ | ----- | ------------- |
| 1    | Norwegen    | 2144   | 8     |               |
| 2    | Deutschland | 1255   | 2     |               |
| 3    | Russland    | 923    |       |               |
| 4    | Finnland    | 920    |       |               |
| 5    | Schweden    | 848    | 1     |               |

| Rang | Name       | Punkte | Siege | Verän- derung |
| ---- | ---------- | ------ | ----- | ------------- |
| 6    | Frankreich | 619    |       |               |
| 7    | Italien    | 536    |       |               |
| 8    | Tschechien | 473    | 1     |               |
| 9    | Estland    | 370    |       |               |
| 10   | Schweiz    | 273    |       |               |

| Rang | Nation      | Punkte | Siege | Verän- derung |
| ---- | ----------- | ------ | ----- | ------------- |
| 1    | Norwegen    | 1150   | 3     |               |
| 2    | Deutschland | 670    | 2     |               |
| 3    | Schweden    | 569    | 1     |               |
| 4    | Frankreich  | 457    |       |               |
| 5    | Russland    | 312    |       |               |
| 6    | Italien     | 294    |       |               |
| 7    | Finnland    | 223    |       |               |
| 8    | Tschechien  | 202    |       |               |
| 9    | Estland     | 184    |       |               |
| 10   | Österreich  | 137    |       |               |

| Rang | Name        | Punkte | Siege | Verän- derung |
| ---- | ----------- | ------ | ----- | ------------- |
| 1    | Norwegen    | 994    | 5     |               |
| 2    | Finnland    | 697    |       |               |
| 3    | Russland    | 611    |       |               |
| 4    | Deutschland | 585    |       |               |
| 5    | Schweden    | 279    |       |               |
| 6    | Tschechien  | 271    | 1     |               |
| 7    | Italien     | 242    |       |               |
| 8    | Estland     | 186    |       |               |
| 9    | Schweiz     | 165    |       |               |
| 10   | Frankreich  | 162    |       |               |